# Låssmed
Låssmed är ett serviceyrke där man tillverkar låscylindrar, kopierar nycklar, monterar lås och hjälper till när personer tappat sina nycklar och inte kommer in. 
Yrket låssmed är utvecklingsgren ur skråyrket klensmide.
Låssmedsyrket har följt med i den tekniska utvecklingen och dagens låssmeder behöver utöver den kunskap som krävdes i början av 1900-talet kunskaper i datorer, nätverk och elektronik. 
Dagens låssmed är en säkerhetsleverantör som utöver projektering, installation och service av mekaniska lås och nycklar även har kompetens för motorlås, passagesystem, larmsystem, programvaror för nyckeladministration, datorövervakade nyckelskåp, vapenskåp, säkerhetsdörrar med mera.

## Utbildning
I Sverige finns utbildningar inom gymnasieskolans treåriga hantverksprogram eller industriprogram. Lärlingsutbildning på företag är även möjligt. Efter tre till fyra år i yrket så kan gesällprov avläggas och efter sex år  mästarprov. Lernia har även vuxenutbildning till yrket.